# Palacio de los Condes de Alba y Aliste

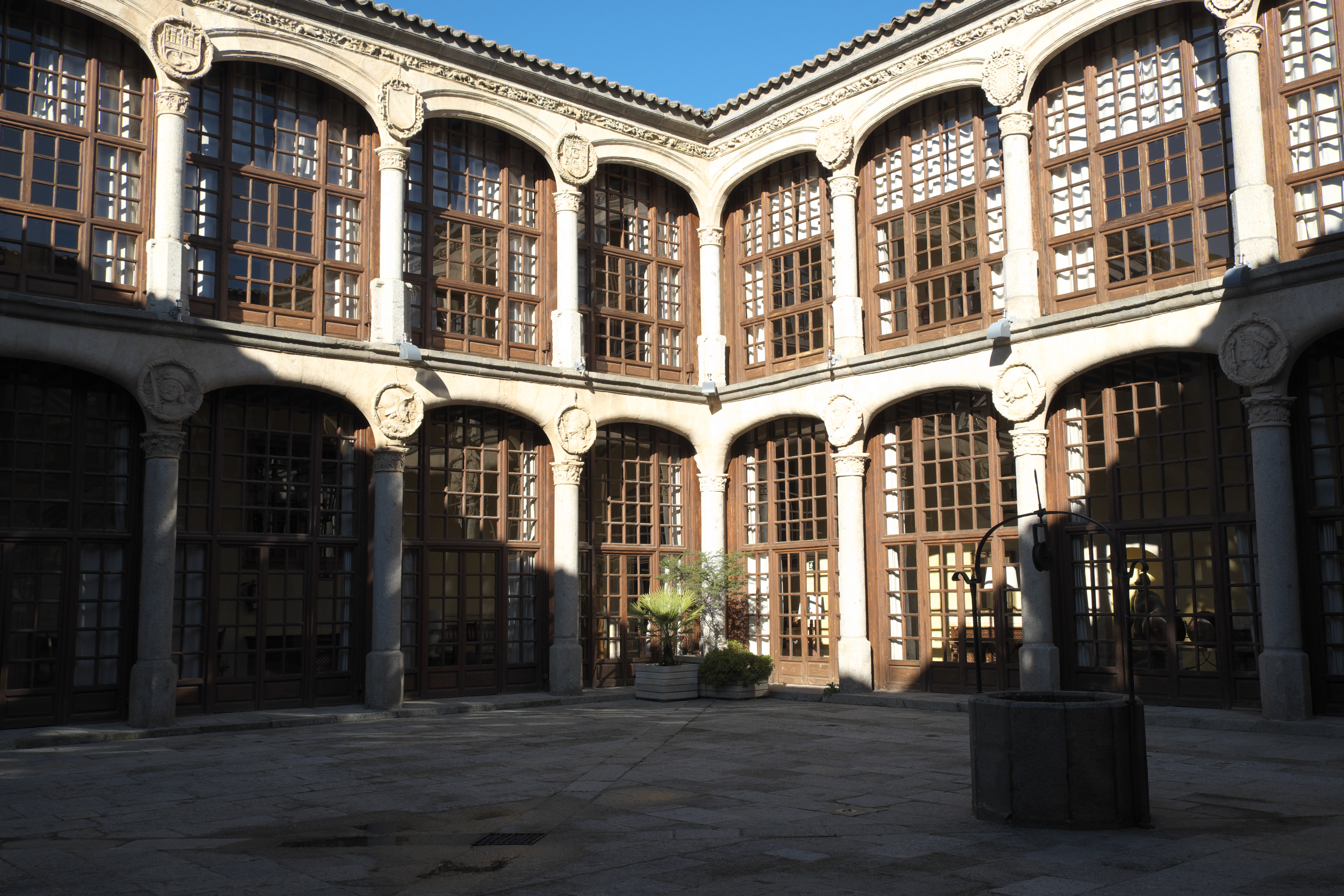
Patio

Der Palacio de los Condes de Alba y Aliste ist ein ehemaliger Adelspalast in Zamora, einer spanischen Stadt in der Autonomen Gemeinschaft Kastilien und León, der ursprünglich im 15. Jahrhundert errichtet wurde. Das Gebäude ist ein geschütztes Baudenkmal (Bien de Interés Cultural).

## Geschichte
Der Palast, der ab 1469 erbaut wurde, befindet sich im historischen Zentrum von Zamora. Er wurde für den ersten Conde de Alba de Liste, Enrique Enríquez de Mendoza, errichtet. Beim Comuneros-Aufstand wurde das Bauwerk fast vollständig zerstört und danach im Renaissancestil wiederaufgebaut.

## Beschreibung
Der Palast besitzt einen großen Innenhof (Patio) mit umlaufenden zweistöckigen Arkaden, die in neuerer Zeit mit Fenstern geschlossen wurden. Über den Säulen befinden sich Medaillons mit Motiven aus der Mythologie. Eine prachtvolle Steintreppe führt zum ersten Stockwerk.

## Heutige Nutzung
Im Palast befindet sich seit 1966 ein Parador, ein Vier-Sterne-Hotel mit Restaurant.

## Medaillons im Patio

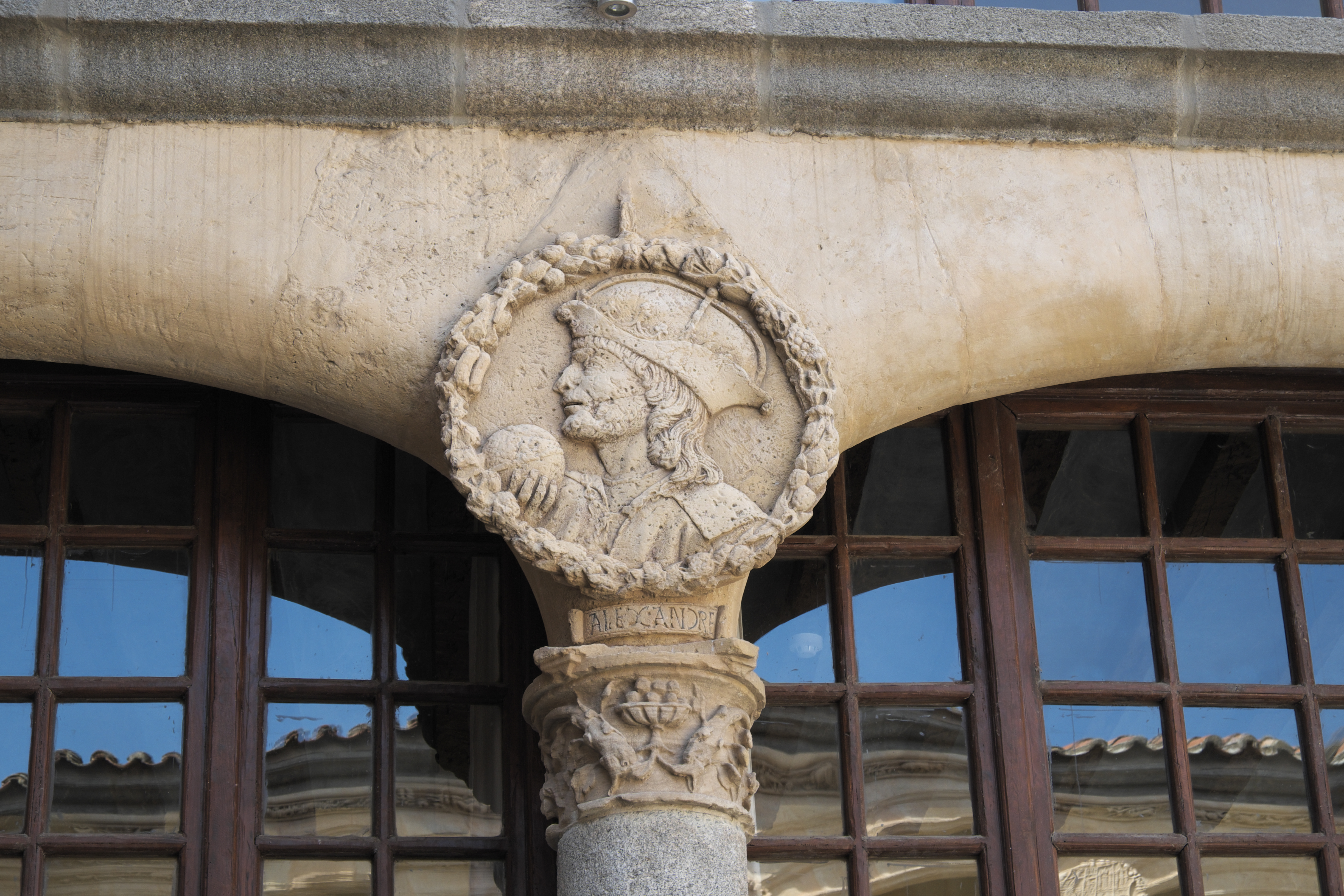
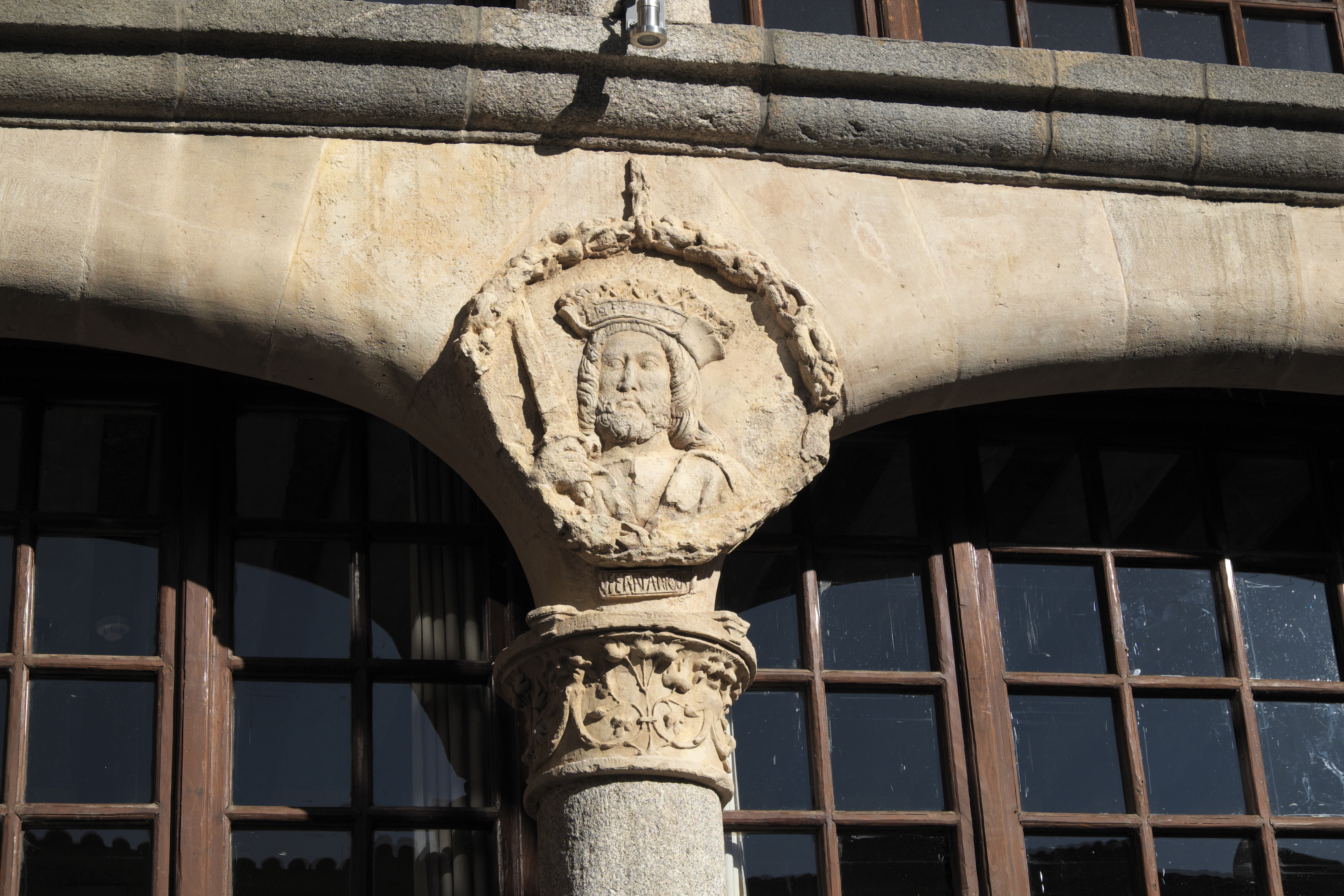
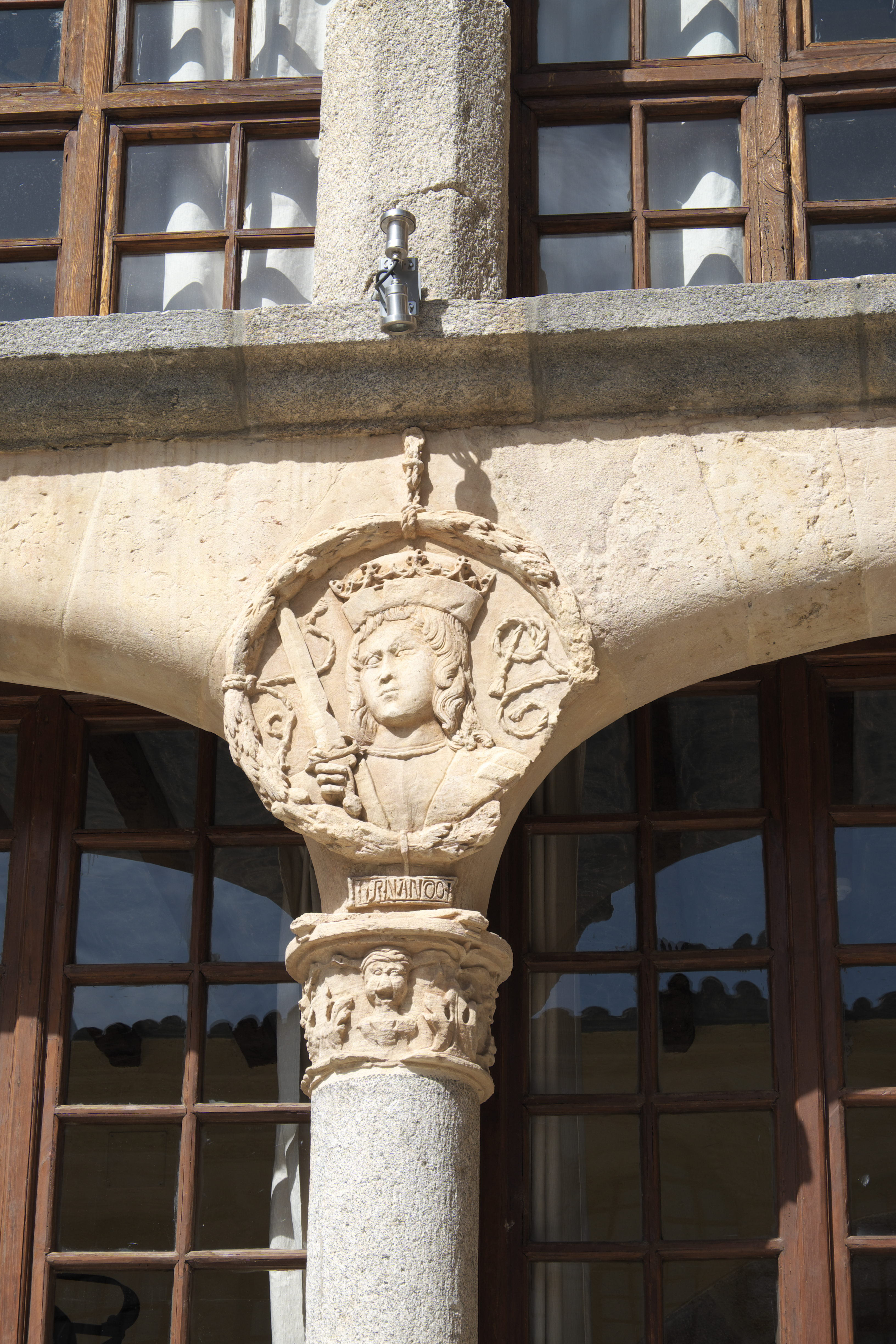
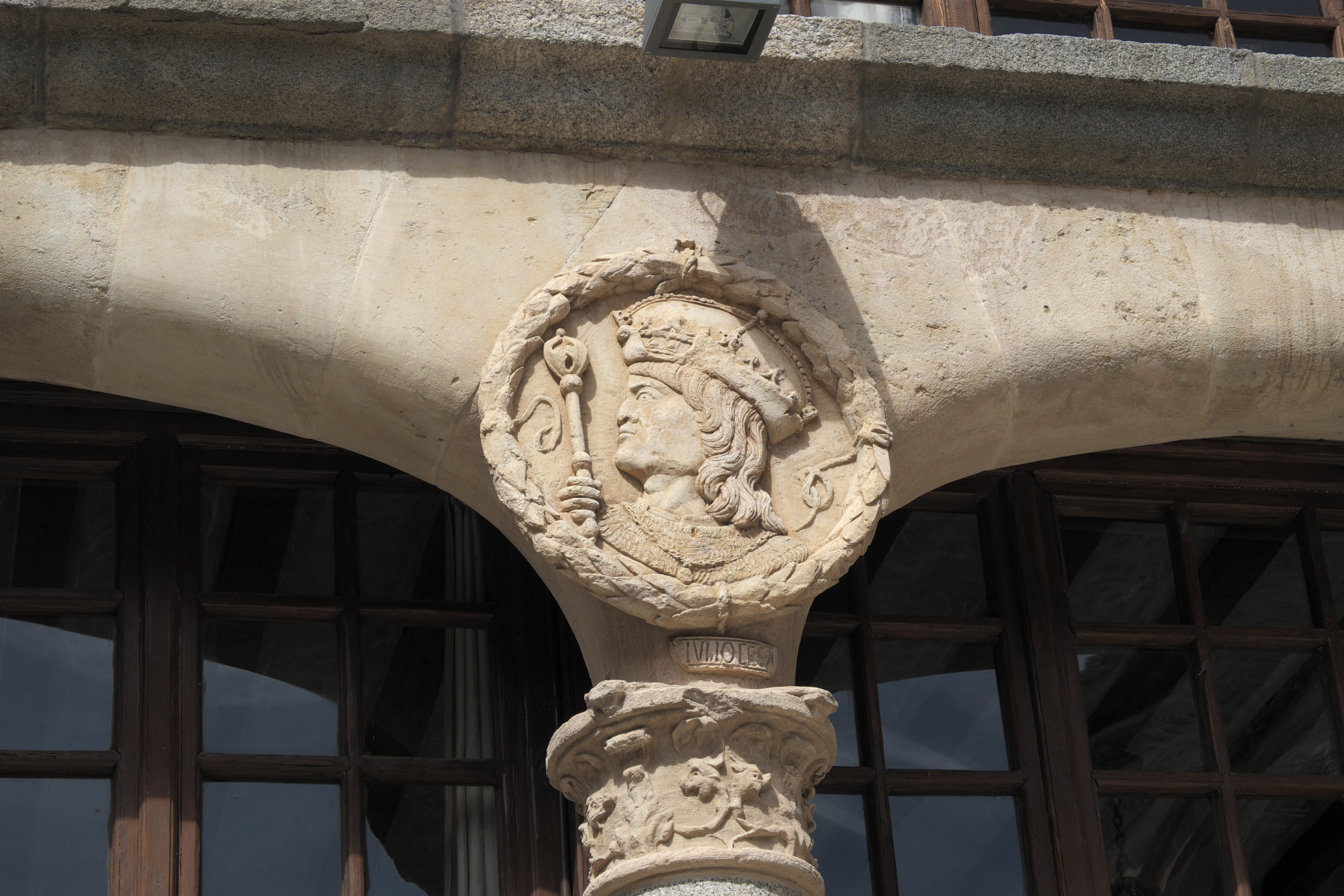